# Liste der Naturdenkmale in Ebersburg
Die Liste der Naturdenkmale in Ebersburg nennt die im Gebiet der Gemeinde Ebersburg im Landkreis Fulda in Hessen gelegenen Naturdenkmale.
| Bild                          | Bezeichnung                           | Ortsteil, Lage                            | Beschreibung | Art   | Nr.      |
| ----------------------------- | ------------------------------------- | ----------------------------------------- | --- | ----- | -------- |
| mehr Fotos \| Fotos hochladen | Eichen am Wehlgraben                  | Ebersberg 50° 28′ 36,6″ N, 9° 48′ 36,5″ O | Die wild angewachsenen Eichen stehen auf der südlichen Seite eines Feldwegs ungefähr 50 bis 100 Meter oberhalb des Wehlgrabens. Der Wehlgraben ist ein rund 1 km langer Bach der über die Lütter die Fulda speist. Die meisten Bäume stehen innerhalb einer eingezäunten Weide. | Eiche | 6.31.120 |
| mehr Fotos \| Fotos hochladen | Eiche in Röderhaid                    | Ebersberg 50° 28′ 46″ N, 9° 49′ 32,2″ O   | Die Eiche steht auf dem Hofgrundstück eines landwirtschaftlichen Betriebs im Weiler Röderhaid des Ortsteils Ebersberg. Vorbei verläuft die Kreisstrasse 45 in Richtung der Burgruine Ebersburg. | Eiche | 6.31.121 |
| mehr Fotos \| Fotos hochladen | 2 Linden beim Kreuz auf dem Horstberg | Schmalnau 50° 26′ 55,3″ N, 9° 47′ 47,1″ O | Die mächtigen Linden umrahmen ein Feldkreuz gegenüber dem Eingang zur Mariengrotte unweit des Friedhofs in Schmalnau. | Linde | 6.31.122 |
| mehr Fotos \| Fotos hochladen | 2 Linden am Heiligenhäuschen          | Weyhers 50° 28′ 37,6″ N, 9° 47′ 36,4″ O   | Die Bäume standen bei dem Heiligenhäuschen. Die Wegekapelle wurde 1978 abgerissen und im Hessenpark bei Neu-Anspach neu aufgebaut. Als Ersatz wurde in wenigen hundert Metern Entfernung die Siebenschläferkapelle gebaut. Ursprünglich war die Fläche auf dem die Bäume stehen, dem Landwirt als Ersatz für den Bauplatz der neuen Kapelle zugesagt worden. Dies geschah wohl in Unkenntnis des damaligen Bürgermeisters über den mindestens 1978 schon bestehenden Schutzstatus der Bäume. | Linde | 6.31.123 |
| mehr Fotos \| Fotos hochladen | Eiche am Giebelrainer Weg             | Weyhers 50° 29′ 18,8″ N, 9° 48′ 9,3″ O    | Die Eiche steht heute umgeben von Bebauung an der Abzweigung des Giebelrainer Wegs vom Gersfelder Weg. Letzterer führt zum Weyherser Kindergarten und auch zum Friedhof. Die umstehende Wohnbebauung entstand erst ab den 1970er Jahren. | Eiche | 6.31.125 |
| mehr Fotos \| Fotos hochladen | Kleinhenz'scher Born                  | Schmalnau 50° 27′ 18,4″ N, 9° 46′ 41,6″ O | Der Kleinhenz'sche Born ist eine Quelle in der Fuldaaue direkt am Radweg zwischen Ried und Schmalnau. In dem Bereich der Fuldaaue gibt es einige fast ständig wasserführende Quellen, die durch verschiedene Gräben die Fulda speisen. Das Grünland um den Kleinhenz'sche Born wurde im Rahmen des Biotopschutzes 1995 erfasst. Es findet sich auf der topografischen Karte Fulda (Nr. 5524; M = 1:25.000) im Biotopkomplex 5524K0006 Auenkomplex zwischen Schmalnau und Ried. Die Wiese östlich ist als Biotop-Nummer 5524B0082 als Feuchtwiese klassifiziert und die Wiese westlich der Quelle mit Biotop-Nummer 5524B0080 als extensiv genutztes Grünland frischer Standorte. Auf der Feuchtwiese wächst stellenweise Schilf. |       | 6.31.126 |

## Belege
1. ↑  
Naturdenkmalliste. (pdf; 866 kB) Anhang zu TOP II.22 der Kreistagssitzung am 07.06.2010. Naturdenkmale im Landkreis Fulda. Der Kreisausschuss Landkreis Fulda, 26. Mai 2010, abgerufen am 24. Januar 2016.
2. ↑  Karte der Naturregionen in Hessen (Memento des Originals vom 4. März 2016 im Internet Archive)  Info: Der Archivlink wurde automatisch eingesetzt und noch nicht geprüft. Bitte prüfe Original- und Archivlink gemäß Anleitung und entferne dann diesen Hinweis. (mit Suchfunktion) und Erläuterung zu den geschützten Naturflächen (PDF; 26 kB), abgerufen am 29. Februar 2016, auf natureg.hessen.de

- Karte mit allen Koordinaten:
- OSM |
- WikiMap